# 효정고등학교
효정고등학교(孝亭高等學校)는 대한민국 울산광역시 북구 효문동에 있는 공립 고등학교이다.

## 학교 연혁
- 1999년 11월 23일 : 효정고 설립 인가 (8학급)
- 2000년 3월 1일 : 초대 이고방 교장 취임
- 2000년 3월 4일 : 제1회 입학식 (신입생 358명)
- 2003년 2월 15일 : 제1회 졸업식 (졸업생 345명)
- 2023년 2월 7일 : 제21회 졸업식(졸업생 147명, 누계 6,332명)
- 2023년 3월 1일 : 제11대 임효명 교장 취임
- 2025년 2월 6일 : 제23회 졸업식(졸업생 165명)
- 2025년 3월 4일 : 제26회 신입생 입학(5학급 112명)

## 참고 자료
- 효정고등학교 - 한국교육학술정보원 학교알리미